# Бруклин нетси
Бруклин нетси (енгл. Brooklyn Nets) су амерички кошаркашки клуб из Бруклина, Њујорк. Играју у НБА лиги (Атлантска дивизија).
Нетси су основани 1967. у Њу Џерзију као Њу Џерзи американси и прво су се такмичили у ABA лиги. Следеће године Американси су променили име у Њујорк нетси. Од 1976. се такмиче у NBA, а у сезони 1977/1978. су се вратили у Њу Џерзи и променили име у Њу Џерзи нетси.
Године 2012. тим се сели у Бруклин и мења име у Бруклин нетс.